# إيتانرسبت
الاسم التجاري: Enbrel وهو عبارة عن بروتين اندماجي محضر بطريقة الدي إن إيه المؤتلف (recombinant DNA). حيث تم دمج مستقبل العامل المنخر للورم TNF مع الجزء الثابت من الضد IgG1. لنحصل على مستقبل وهمي للTNF يقلل من ارتباطه بالمستقبلات الحقيقية وبالتالي يقلل من تأثيراته الضارة.
الشركة المصنعة: Amgen, Wyeth, Takeda
حجم المبيعات في عام 2008 : $7.66 مليار دولار.
دواعي الاستعمال: التهاب المفاصل الروماتويدي، التهاب المفاصل الطفلي البدئي، التهاب الفقار المصلب للمفاصل أو التهاب الفقار الروماتويدي (بالإنجليزية: ankylosing spondylitis أو rheumatoid spondylitis)‏، الصداف اللويحي.